# لويس مونتباتن
لويس مونتباتن (25 يونيو 1900 – 27 أغسطس 1979)، سياسي بريطاني، وضابط بحري، ومسؤول استعماري، وشخصية مقربة من العائلة المالكة البريطانية. ولد مونتباتن (وهو من أصل ألماني) في المملكة المتحدة لعائلة باتنبرغ البارزة، وهو خال الأمير فيليب دوق إدنبره وابن عم الملك جورج السادس. انضم إلى البحرية الملكية أثناء الحرب العالمية الأولى وعين كقائد أعلى لقوات الحلفاء قيادة جنوب شرق آسيا في الحرب العالمية الثانية. شغل لاحقًا منصب الحاكم العام للهند وكان لفترة وجيزة أول حاكم عام لاتحاد الهند.
التحق مونتباتن بالكلية البحرية الملكية في أوزبورن قبل دخول البحرية الملكية في عام 1916. وعاصر أحداث نهاية الحرب العالمية الأولى، وبعد الحرب التحق لفترة وجيزة بـ كلية المسيح (كامبريدج) [الإنجليزية]. خلال فترة ما بين الحربين العالميتين، واصل مونتباتن ممارسة تدريباته البحرية وتخصص في الاتصالات البحرية.

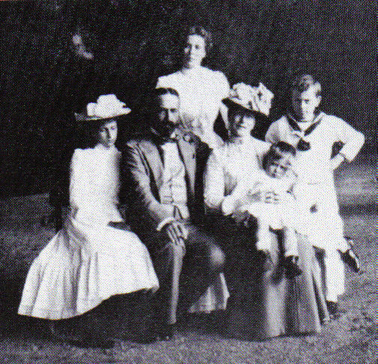
عائلة مونتباتن : الأميرة فيكتوريا، والأمير لويس أمير باتنبرغ مع أولادهم الأربعة الأمراء وهم : آليس باتنبرغ، لويسي، جورج، ولويس

بعد اندلاع الحرب العالمية الثانية، تولى مونتباتن قيادة المدمرة إتش إم إس كيلي وقاد أسطول المدمرة الخامس. شارك بنشاط في عمليات مختلفة في النرويج والقناة الإنجليزية والبحر الأبيض المتوسط. بحلول أغسطس 1941، تولى قيادة حاملة الطائرات إتش إم إس ألستريوس. وفي أوائل عام 1942، عين رئيسًا للعمليات المشتركة وأصبح عضوًا في لجنة رؤساء الأركان. وتحت قيادته نسق الغارات الناجحة على سانت نازير ودييب. في أغسطس 1943، أصبح مونتباتن القائد الأعلى لقوات الحلفاء في قيادة جنوب شرق آسيا ولعب دورًا محوريًا في استعادة بورما وسنغافورة من اليابانيين بحلول نهاية عام 1945. وتقديرًا لمساهماته في زمن الحرب، مُنح مونتباتن لقب (النبيل) في عام 1946، تلا ذلك ترقيته إلى رتبة أعلى في العام التالي.
في فبراير 1947، عين مونتباتن نائبًا للملك وحاكمًا عامًا للهند وأشرف على تقسيم الهند إلى الهند وباكستان. ثم شغل منصب الحاكم العام الأول لاتحاد الهند حتى يونيو 1948. وفي عام 1952، عين مونتباتن قائدًا عامًا للأسطول البريطاني في البحر الأبيض المتوسط وقائدًا لقوات حلف شمال الأطلسي في البحر الأبيض المتوسط. ومن عام 1955 إلى عام 1959، شغل منصب رئيس أركان البحرية، وهو المنصب الذي كان يشغله والده الأمير لويس قبل حوالي أربعين عامًا. بعد ذلك شغل منصب رئيس أركان الدفاع حتى عام 1965، مما جعله أطول رئيس محترف في القوات المسلحة البريطانية خدمة حتى الآن. خلال هذه الفترة، شغل مونتباتن أيضًا منصب رئيس اللجنة العسكرية لحلف الناتو لمدة عام.
في أغسطس 1979، اغتيل مونتباتن بقنبلة زُرعت على متن قارب الصيد الخاص به في مولاغمور، مقاطعة سليغو، أيرلندا، على يد أفراد من الجيش الجمهوري الأيرلندي المؤقت. أقيمت له جنازة احتفالية في دير وستمنستر ودُفن في دير رومسي [الإنجليزية] في هامبشاير.

## حياته
ولد مونتباتن (سمي لاحقًا بالأمير لويس أمير باتنبرغ) في 25 يونيو 1900 في منزل فروغمور في هوم بارك، وندسور، بيركشاير. كان أصغر طفل والابن الثاني للأمير لويس أمير باتنبرغ وزوجته الأميرة فيكتوريا أميرة هيسن والراين. كان أجداد مونتباتن من جهة الأم هما لويس الرابع دوق هيسن الأكبر، والأميرة أليس أميرة المملكة المتحدة، التي كانت ابنة الملكة فيكتوريا والأمير ألبرت أمير ساكس-كوبورغ وغوتا. أما أجداده من جهة الأب فهما الأمير ألكسندر أمير هيسن والراين ويوليا أميرة باتنبرغ.
كان زواج أجداد مونتباتن من الأب زواجًا مرغنطيًا لأن جدته لم تكن من سلالة ملكية؛ نتيجة لذلك، أُطلق عليه هو ووالده لقب "صاحب السمو الهادئ" بدلاً من "صاحب السمو الدوقي الأكبر"، ولم يكونا مؤهلين للحصول على لقب أمراء هيسن، وتم منحهما لقب باتنبرغ الأقل شهرة. كان أشقاء مونتباتن الأكبر هم الأميرة أليس أميرة باتنبرغ (لاحقًا أميرة اليونان والدنمارك، ووالدة الأمير فيليب دوق إدنبرة)، والأميرة لويز أميرة باتنبرغ (لاحقًا لويز ملكة السويد)، والأمير جورج أمير باتنبرغ (لاحقًا جورج مونتباتن الثاني).

## أعماله ومناصبه

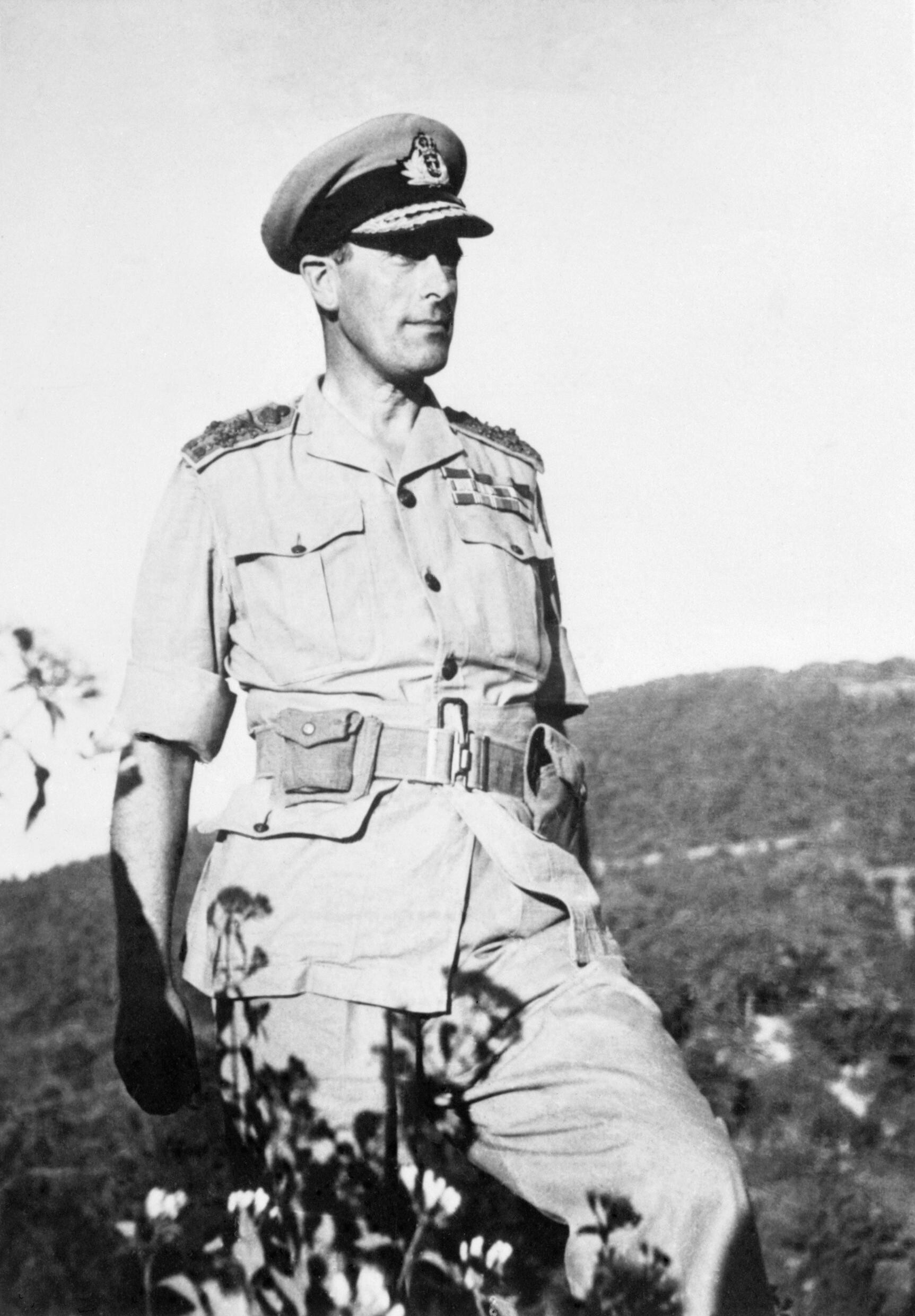
لويس مونتباتن في أقليم آراكان ببورما في 1 نوفمبر سنة 1944م

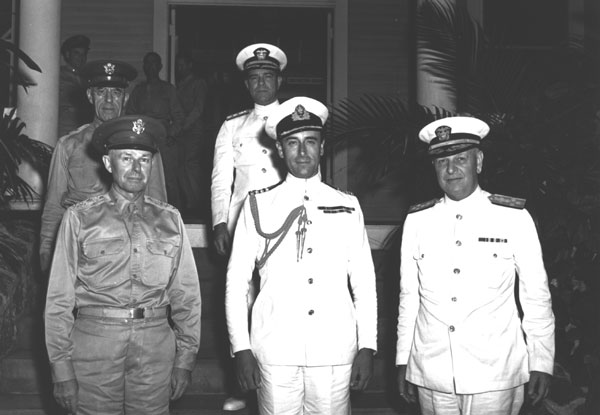
مونتباتن مع الجنرال والتر شورت، والإدميرال هوسباند كيميل في هاواي سنة 1941

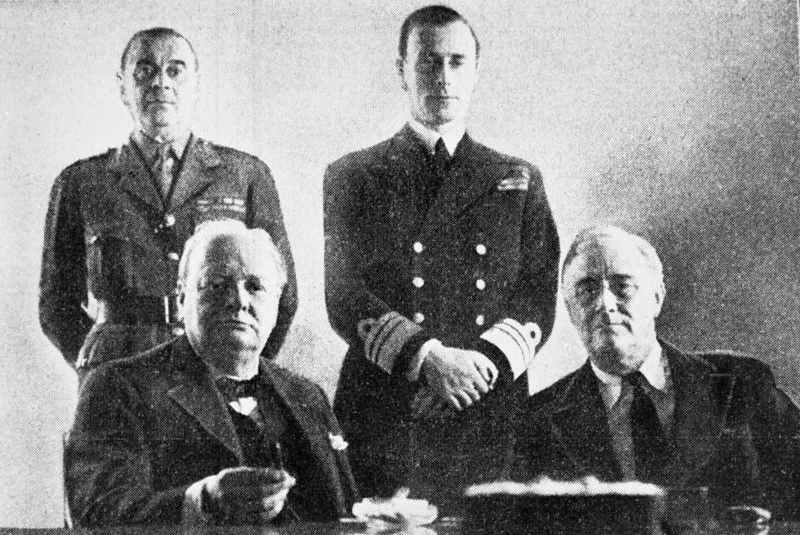
مونتباتن مع الرئيس الأمريكي فرانكلين روزفلت، ونستون تشرشل، والبارون هاستينغز اسامي في شهر يناير سنة 1943م في كازابلانكا

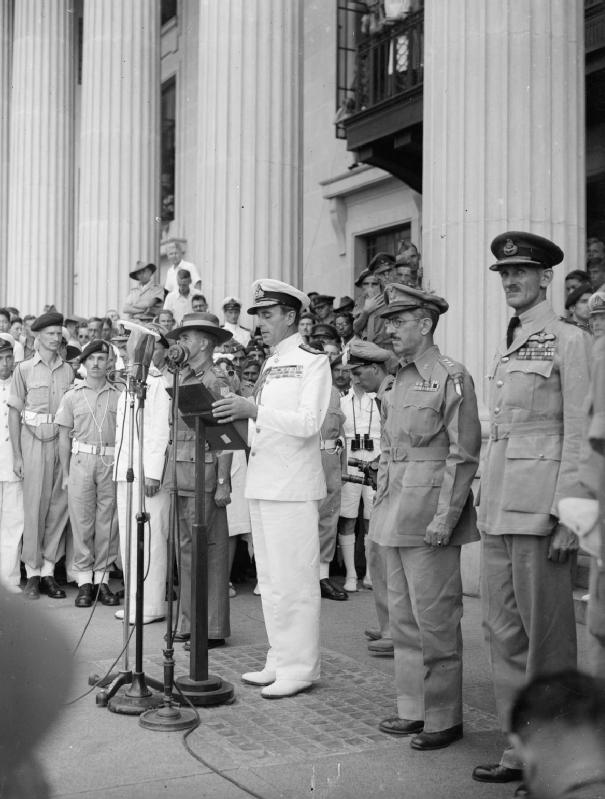
مونتباتن يلقي خطاباً في سنغافورة سنة 1945م

انخرط في البحرية الملكية عام 1913، وفي سن السادسة عشرة اشترك في إحدى معارك الحرب العالمية الأولى البحرية، وأصبح مساعداً لأمير ويلز عام 1921م .

وفي عام 1922م تزوج من أدوينا اشيلي ابنة أحد أشهر رجال المال في بريطانيا : السير إيرنست كاسل، وشكل الاثنان زوجاً لامعاً في محافل المجتمع البريطاني الثري الباذخ .

عندما نشبت الحرب العالمية الثانية، قاد مونتباتن المدمرة ( كيلي ) في شمال المحيط الأطلسي التي نجت - بقيادته - مرتين من التدمير، ولكنها في المرة الثالثة غرقت بواسطة مدمرة أعماق ألمانية، وقد ظل مونتباتن يومها عدة ساعات في مياه البحر قبل إنقاذه .

قام رئيس الوزراء البريطاني ونستون تشرشل بتكريم مونتباتن الذي كان يكرهه لأنه في الحرب العالمية الأولى أجبر والده على الاستقالة من سلاح البحرية عندما كان تشرشل أدميرالاً ووزيراً لسلاح البحرية البريطاني .

ولكن في عام 1944 م، قرّر تشرشل ضمّ مونتباتن إلى قيادة الحلفاء المشتركة في جنوب شرق آسيا، وكان مونتباتن ممثل الحلفاء في قبول وثائق استسلام سنغافورة، بينما كانت القيادة العليا بيد الجنرال الأمريكي دوغلاس ماكارثر ( وقاعدة في خليج طوكيو) .

وخلال الحرب العالمية الثانية كان قائدا لقوات الحلفاء في جنوب شرق آسيا (1943 م - 1946 م) حيث قاد الحملة للاستيلاء على بورما.

## حكمه للهند

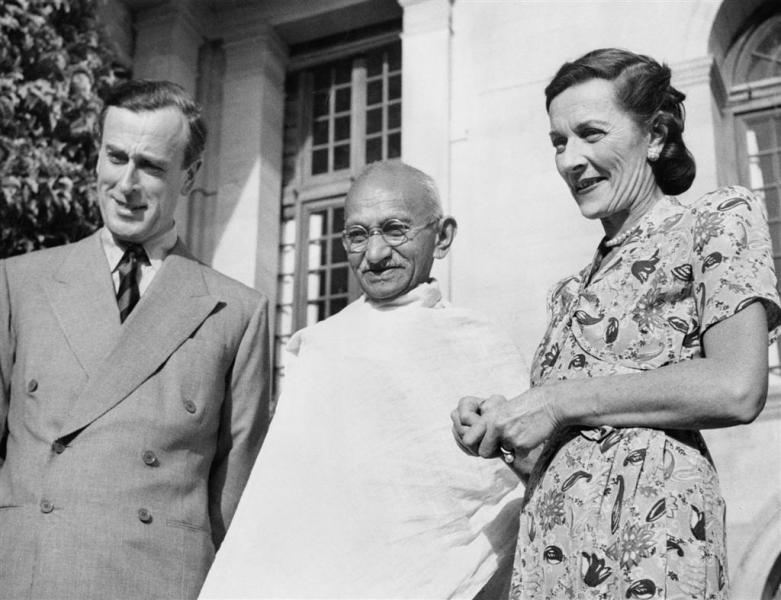
المهاتما غاندي مع مونتباتن وزوجته إيدوينا سنة 1947م

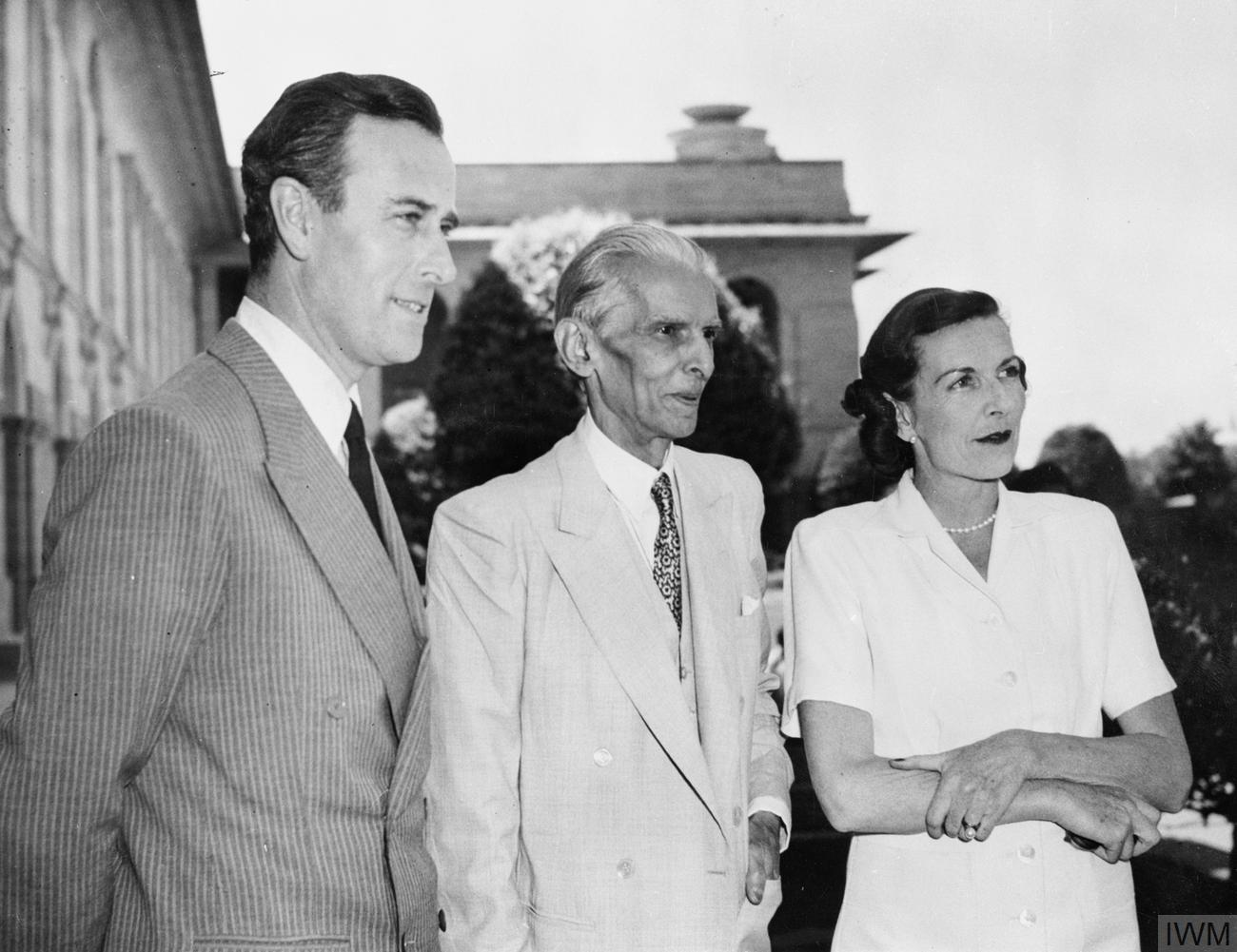
مونتباتن وزوجته إدوينا مع محمد علي جناح مؤسس باكستان

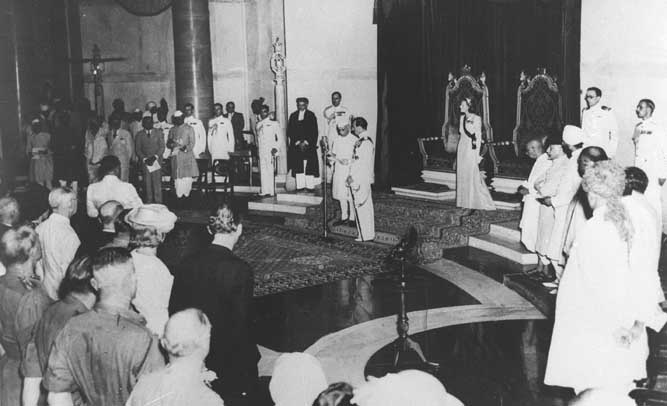
مونتباتن مع جواهر لال نهرو أول رئيس الوزراء الهند بعد الاستقلال يلقي خطاباً في المبني الحكومي

بعد الحرب، وفي عام 1947 عُيّن نائبا للملك في الهند وساهم بشكل رئيسي في نقل السلطة من البريطانيين إلى الهندوس في دولة الهند المستقلة، والمسلمون في دولة باكستان المستقلة، وزرع بذوراً تنبت الشقاق في المنطقة إلى الأبد، وذلك حسب الطريقة الكولونيالية البريطانية .

## مهامه

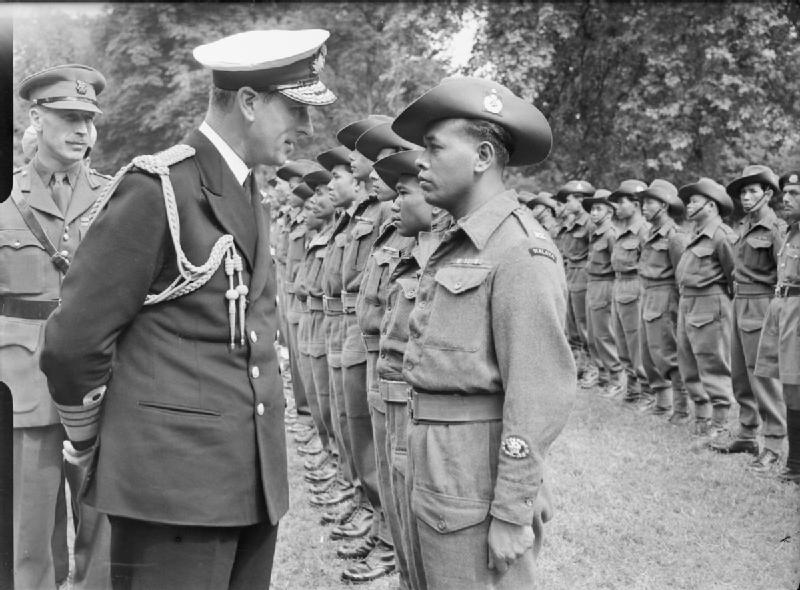
لويس مونتباتن يتفقد فرقة مالايان في كينسينغتاون غاردينز سنة 1946م

خدم كحاكم عام على الهند بين عامي (1947 م – 1948م). كان مونتباتن سيد بحار بين (1955 م – 1959 م) وقائد أركان دفاع المملكة المتحدة (1959 م – 1965 م ).

## وفاة زوجة مونتباتن

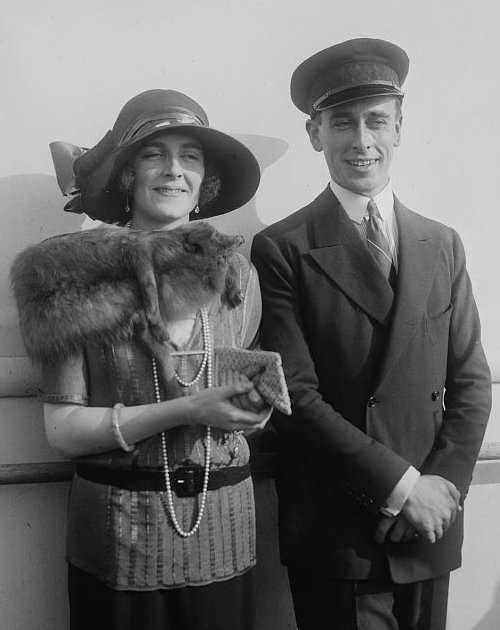
لويس مونتباتن وزوجته إيدوينا آشيلي

في عام 1960 م ماتت زوجته أدوينا آشيلي خلال زيارة قامت بها إلى بورنيو من أجل الأعمال الخيرية، وعقب ذلك وفي عام 1965 م مات ونستون تشرشل . 

خلف موت أدويناً فراغاً كبيراً وصدمة في نفس زوجها مونتباتن، فاستقال من منصب وزير الدفاع .

راح مونتباتن يقضي أيام حياته متمتعاً بين أفخم السيارات والصيد وركوب الخيل، وسكن في قلعة مولامور الفاخرة .

## اغتياله

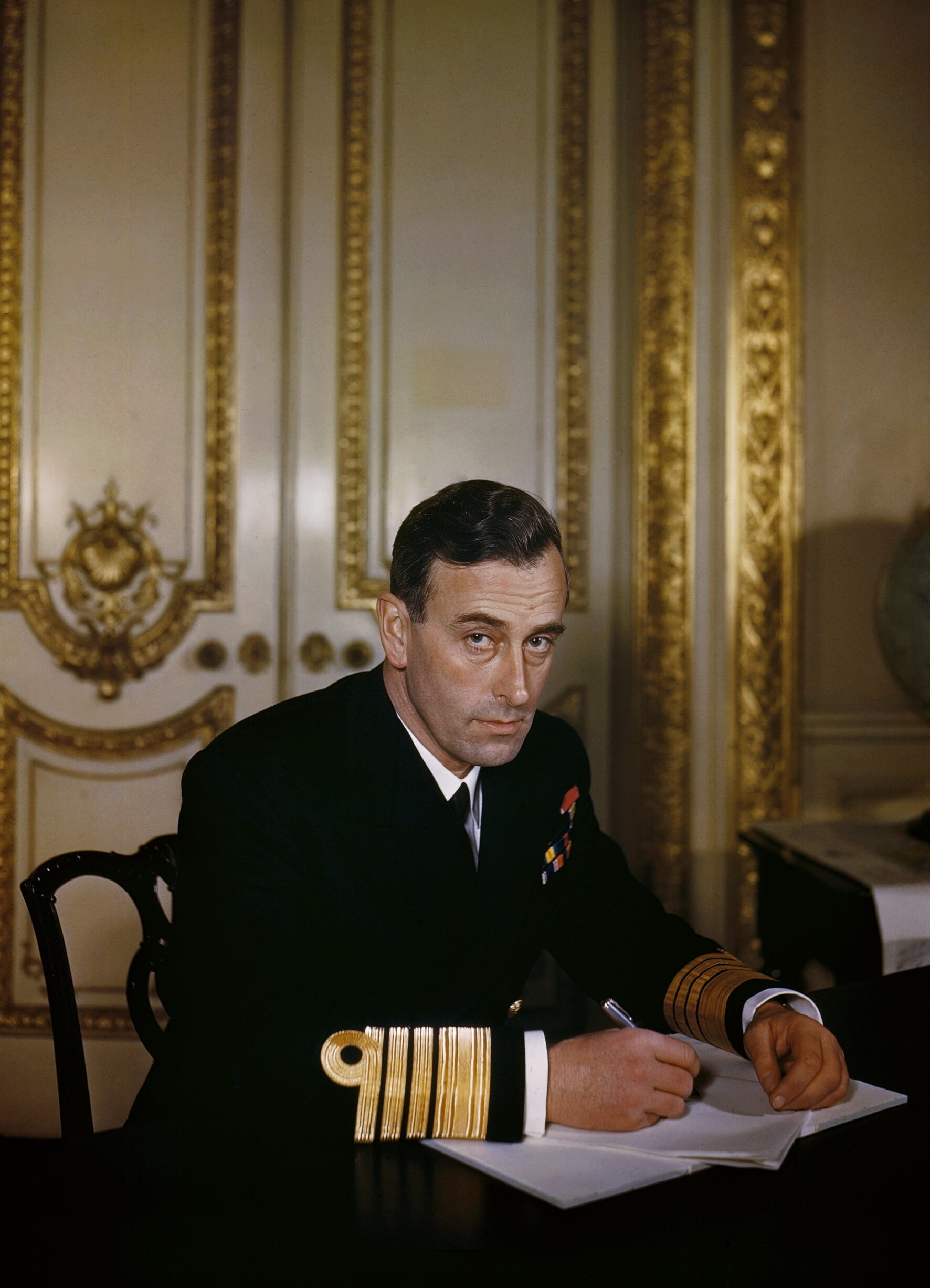
مونتباتن في مكتبه سنة 1943م

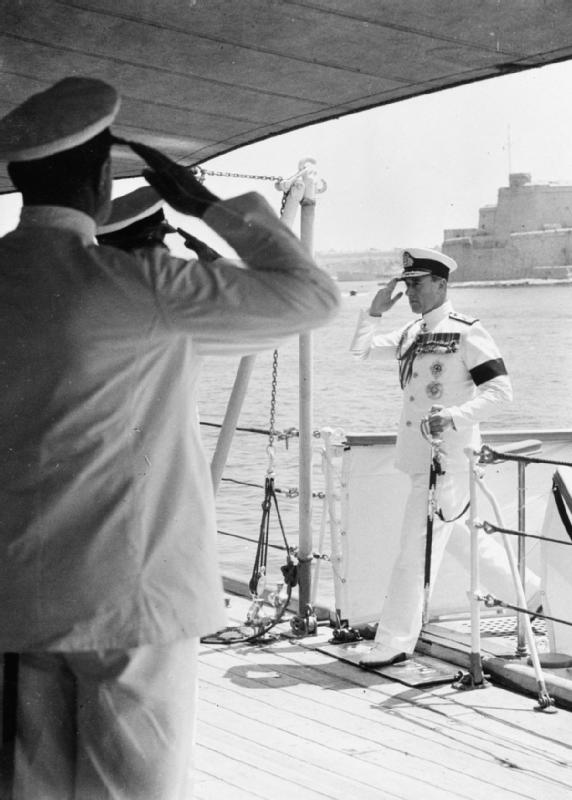
مونتباتن على طهر باخرة غلاسغو في 16 مايو سنة 1952م

كان ذلك يوم الاثنين الموافق 27 من شهر أغسطس عام 1979 م، وكان يوماً مشمساً .

صعد اللورد إلى مركبه الفخم، وبصحبته ابنته الليدي باتريشيا زوجة اللورد باربورن، وولداها التوأمان : تيموثي ونيقولا ( عمر كل منهما 14 سنة )، ووالدة اللورد باربورن ( وعمرها 84 سنة ) ... وأقلع المركب من مكان قريب من مزرعة اللورد مونتباتن التي تبلغ مساحتها 1500 فدان من الأرض الإيرلندية .

ومع وجود جميع تدابير الاستخبارات السرية، وجيش الاحتلال البريطاني في إيرلندا، تمكن توماس ماكماهون من زرع قنبلة في ذلك المركب، وكانت قنبلة قابلة للتفجير بإشارات اللاسلكي .

انتسب توماس ماكماهون إلى الجيش الجمهوري الأيرلندي السري، وهو الجيش الذي يناضل لإنهاء الاستعمار البريطاني في ايرلندا، ويقود حرباً سرية مسلحة لمقاومة الاحتلال، وقد مات أحد زعمائه بوبي ساندز في سجون الاحتلال بعدما أضرب عن الطعام على مدى 66 يوماً .

بعدما وضع توماس القنبلة في المركب الفاخر، اتخذ قاعدة له خلف صخرة قريبة من الشاطئ وراح يراقب المراكب منتظراً لحظة إبحاره . 

عند الظهيرة، أقلع المركب، وكانت رحلة سلسلة، وحلم الراكبون بوقت طيب يستثمرون فيه الثروات المتراكمة التي جمعوها جيلاً وراء جيل، ولكن - في غفلة منهم - جاءت ساعة الحساب وتسديد الفاتورة .

بعد عشر دقائق فقط من مغادرة الميناء، وخلال زيارة بحرية لأيرلندا تحول المركب إلى كرة من اللهب، وطار فوق سطح الماء 

اغتيل لويس مونتباتين بعد دقائق قليلة بعد أن انفجر القارب الذي كان يقله بسبب قنبلة كان قد زرعها ثائر أيرلندي. 

أعلن الجيش الجمهوري الإيرلندي أنه نفذ حكم الإعدام باللورد مونتباتن وقال :

( إننا نلفت انتباه الإنكليز إلى قضية استمرارهم في احتلال بلادنا . إن هذا الإعدام سيقطع أفئدة الاستعماريين ) .

## العواقب المباشرة لاغتياله

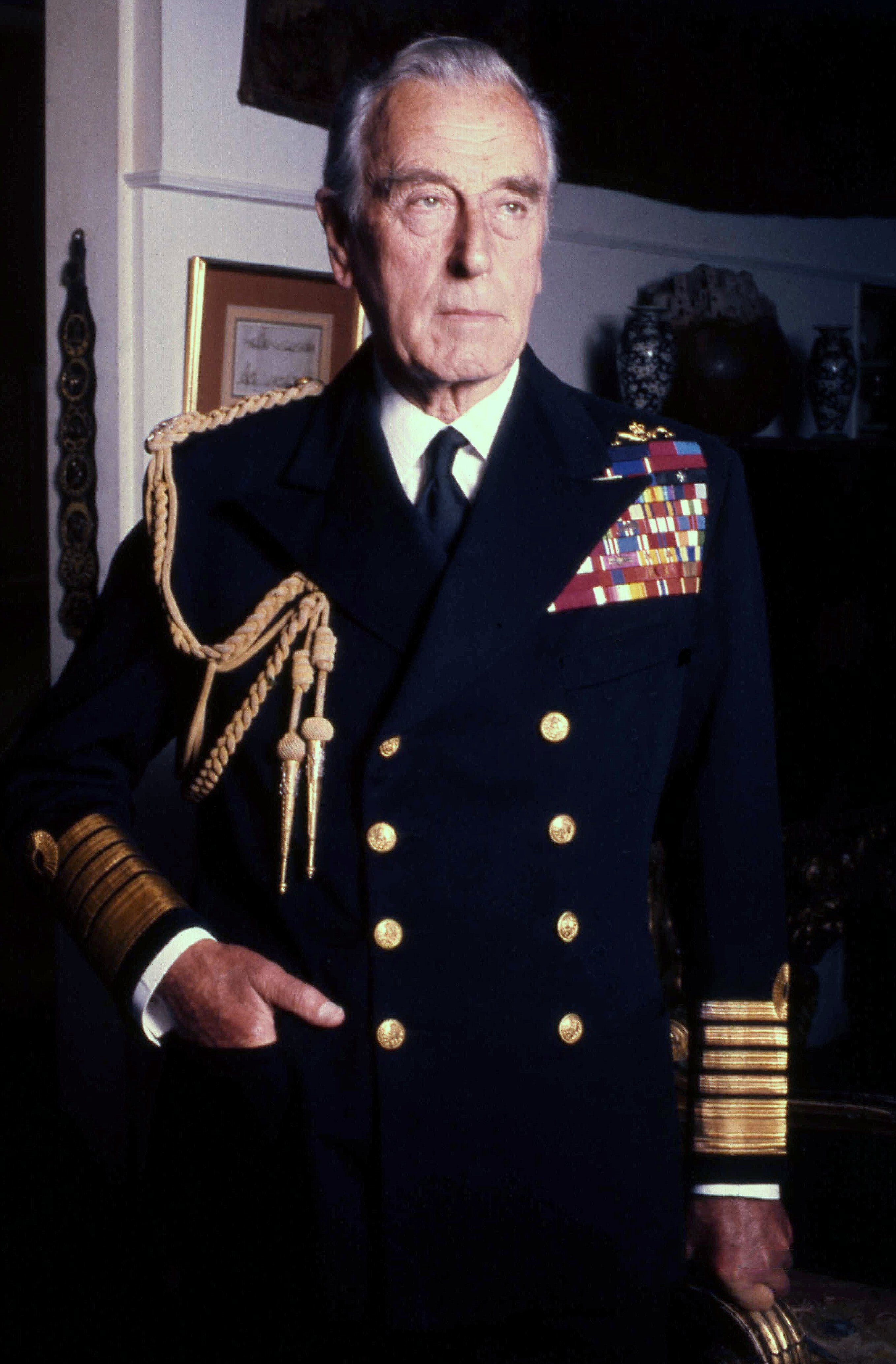
لويس مونتباتن في سنة 1976م، التقطت بواسطة الن وارين

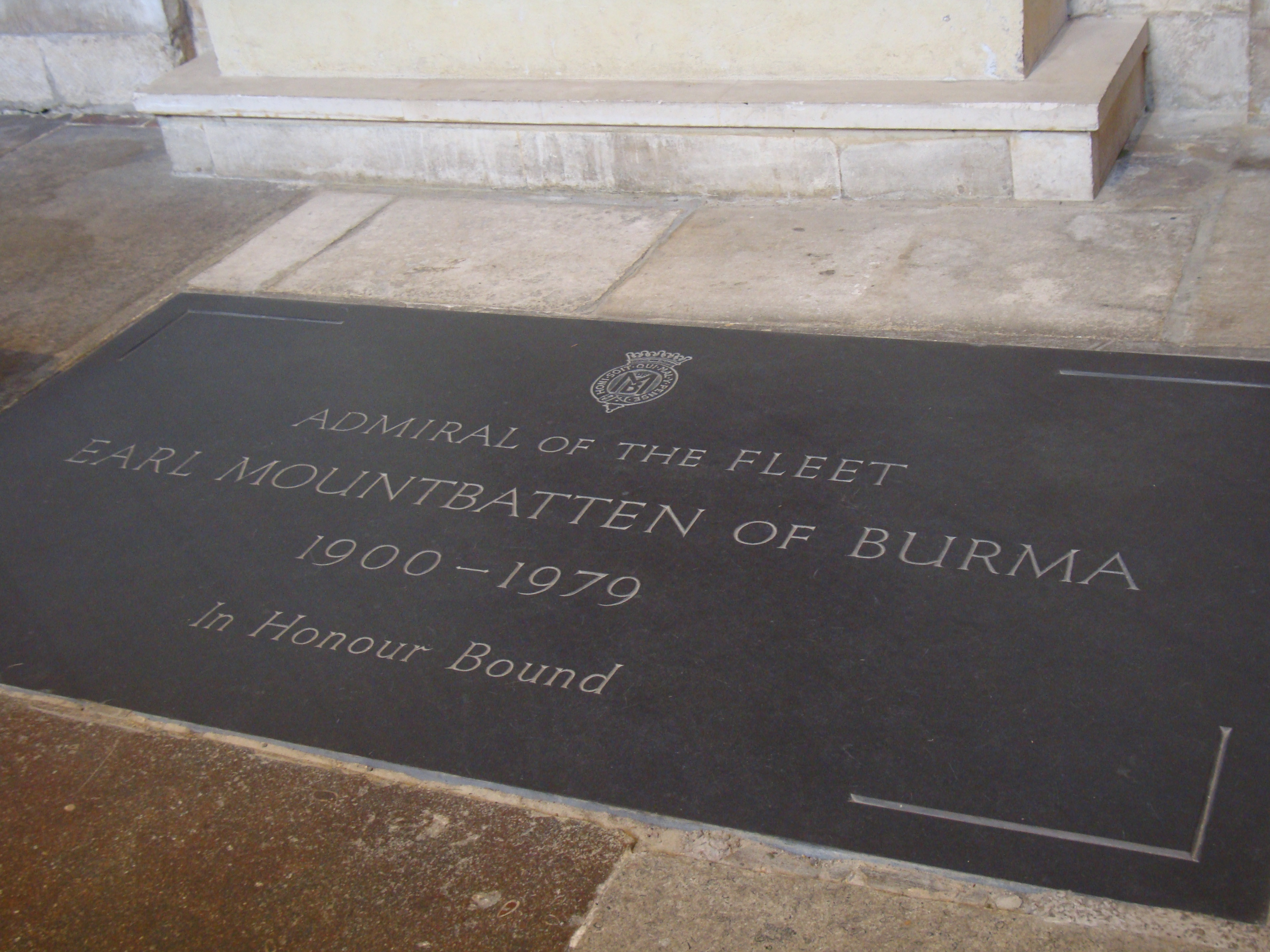
ضريح لويس مونتباتن

حزن الهندوس لأجل مونتباتن، أما الرئيس الأمريكي جيمي كارتر فقد قال : لقد صدمت وتآلمت لموت صاحب القدرات العظيمة، وقال البابا جون الثاني : إن هذا القتل إهانة للكرامة الإنسانية وألغى رحلة مزمعة إلى مدينة أولستر التي يحتلّها الإنكليز، ومع ذلك لم يقل شيئاً لإدانة الاحتلال، أما الصحف الإنكليزية (الحرّة) في لندن فقد وصفت الإيرلنديين بأنهم : سَفَلَةٌ شريرون، وكذلك قُتل كاثوليكي على يد البروتستانت . ومن جانبها استشاطت رئيسة الوزراء البريطانية مارغريت ثاتشر غضباً وراحت تصف الإيرلنديين بكلمة (الإرهاب)، وذهبت بالطائرة لزيارة بلفاست، لكن كاثوليك راحو يصرخون في وجهها : اذهبي إلى الجحيم .. لتذهب بريطانيا إلى الجحيم ... الحرّية لإيرلندا ...

وأمام كاميرات التلفاز قام الجنود الإنكليز بسحب سيدة عجوز من بين المتظاهرين وألقوها في سيارة مصفحة ... لتذهب إلى أحد سجون ومعتقلات الاحتلال ...

أما ماكماهون، فقد استقل سيارة يقودها زميل له، وقد أوقفه الجنود الإنكليز، ولدى فحصه، كشف التحليل وجود آثار للنتروغليسيرين (مادة متفجّرة) على ثيايه، وعثر على آثار رمل من الشاطىء في حذائه، كما وجدت آثار حذائه على رمل الشاطئ، وخلال ثلاثة أيام صدر عليه حكم بالسجن المؤبّد دون حصوله على عفو .

دُفن اللورد مونتباتن، وتزايد تصلّب البروتستانت بسبب الحادث، وتزايد رفضهم لإجراء مصالحة سياسية من أي نوع . وتعود وسائل الإعلام إلى تقديم وصف عاطفي جداً للورد مونتباتن الذي راح ضحّية الإرهابيين الإيرلنديين ...

## روابط خارجية
- لويس مونتباتن على موقع IMDb (الإنجليزية)
- لويس مونتباتن على موقع الموسوعة البريطانية (الإنجليزية)
- لويس مونتباتن على موقع مونزينجر (الألمانية)
- لويس مونتباتن على موقع إن إن دي بي (الإنجليزية)
- لويس مونتباتن على موقع قاعدة بيانات الفيلم (الإنجليزية)